# Енрике Каприлес Радонски
Енрике Каприлес Радонски (на испански: Henrique Capriles Radonski) е политик от Венецуела, губернатор на Миранда от 2008 г. и кандидат за президент на изборите през 2012 и 2013 г.
Роден е на 11 юли 1972 г. в Каракас.